# Consolas
Consolas est une police de caractères à chasse fixe (tous les caractères ont exactement la même largeur) créée par Lucas de Groot. Elle fait partie d'un ensemble de polices destinées à tirer bénéfice de la technologie ClearType de Microsoft et est apparue avec Windows Vista, Windows 7, Microsoft Office 2007 et Microsoft Visual Studio 2010.

## Exemple
Exemple de code C++ utilisant Consolas (avec ClearType) :
Le même code avec la police Courier New (sans ClearType) :